# Jám

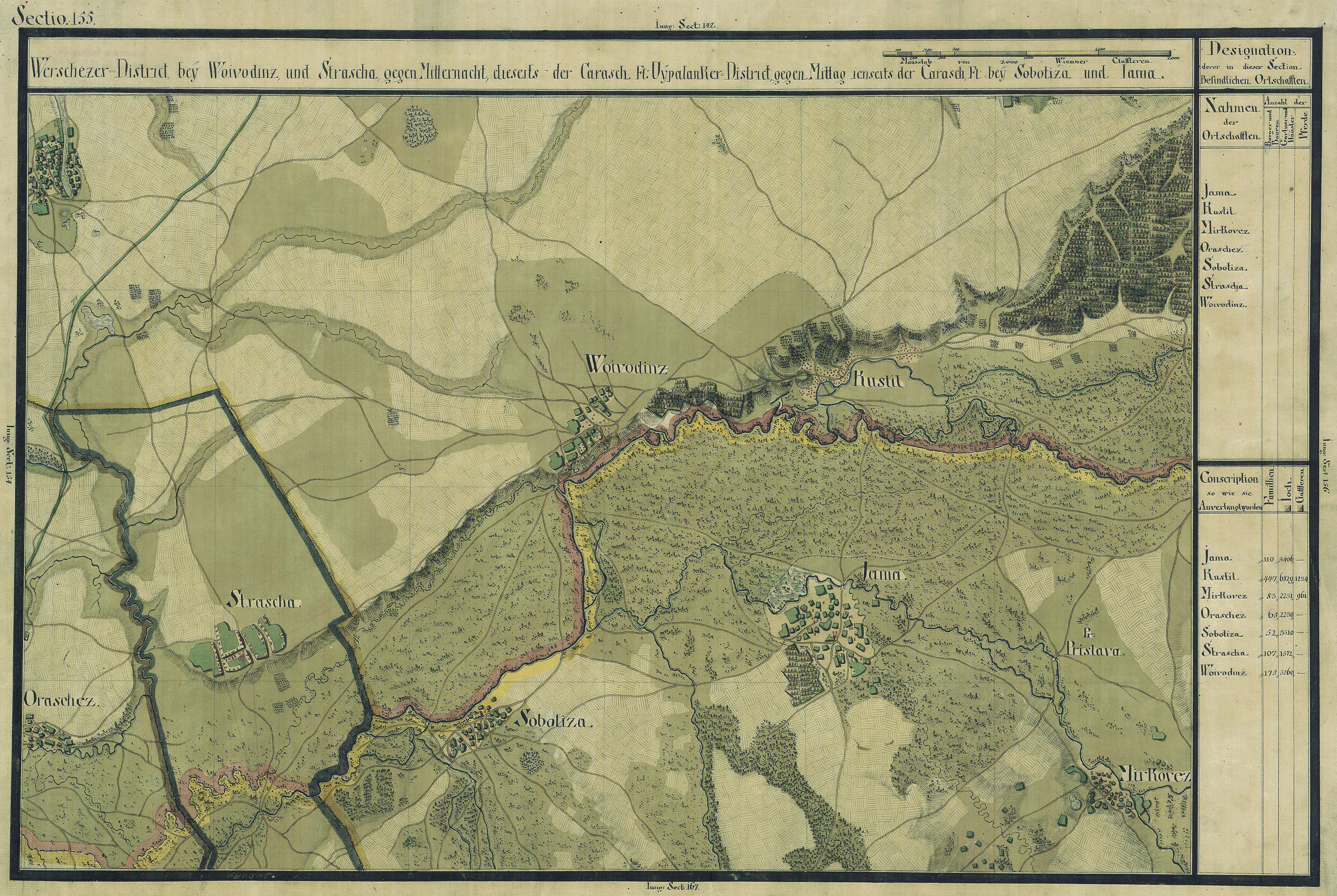
Jám Bánátban, a Zsozefin-kataszter térképén 1769-72 között

Jám (Iam), település Romániában, a Bánságban, Krassó-Szörény megyében.

## Fekvése
Oravicabányától nyugatra a Karas vize mellett fekvő település.

## Története
Jám Árpád-kori település. Nevét már 1221-ben ecclesia de Jani [Jam] néven említette először oklevél, amikor a pápa a Keve vármegyei ittebei kanonokokat a jámi egyház birtokában megerősítette. 1335-ben prelides ... Jam et Borzascenthgyurgy, 1349-ben p. Jaam, fl. Jampataka néven írták.
1355-ben László kalocsai érsek rokona: Jánki Kis Miklós birtoka volt, melyet az érsek illetve ér(d)somlyói és krassófő várnagya Bogdán vajda beköltözése idején nagyon megterhelt szolgáltatásokkal és adóval. 1349-ben  egy birtokjárás során megállapították Jám  és Küke birtokosa Miklós és Pousa fia János birtoka határát azon jeleknél, amelyeket egykor Jánki Dénes fia Miklós és Parakuvh [Küke birtokosa 1266-tól] állított, és határait is felsorolták. A felsorolás alapján a mai falu keleti szélénél terült el a régi Jám, tőle északra Küke és a kettőtől nyugatra Ebed.
1851-ben Fényes Elek írta a településről: „Jám, oláh falu, Krassó vármegyében, a Karas vagy Krassó vize mellett, Temes vármegye szélén, utolsó posta Oraviczához 2 1/2 órányira; 6 katholikus, 1136 óhitű lakossal, s anyatemplommal. Bírja gróf Bissingen.”
1910-ben 1153 lakosából 995 román, 109 magyar, 46 német  volt. Ebből 998 görögkeleti ortodox, 124 római katolikus, 18 izraelita volt.
A trianoni békeszerződés előtt Krassó-Szörény vármegye Jámi járásához tartozott, a trianoni béke a délszláv királyságnak ítélte, de az 1923-as belgrádi egyezménnyel Csorda községgel együtt Románia birtoka, ezen belül az 1952-ig létezett Krassó megye része lett .

## Híres emberek
- Itt született Szepsy Zoltán gyógyszerész, történeti szakíró 1910. december 29-én